# Pira Delal

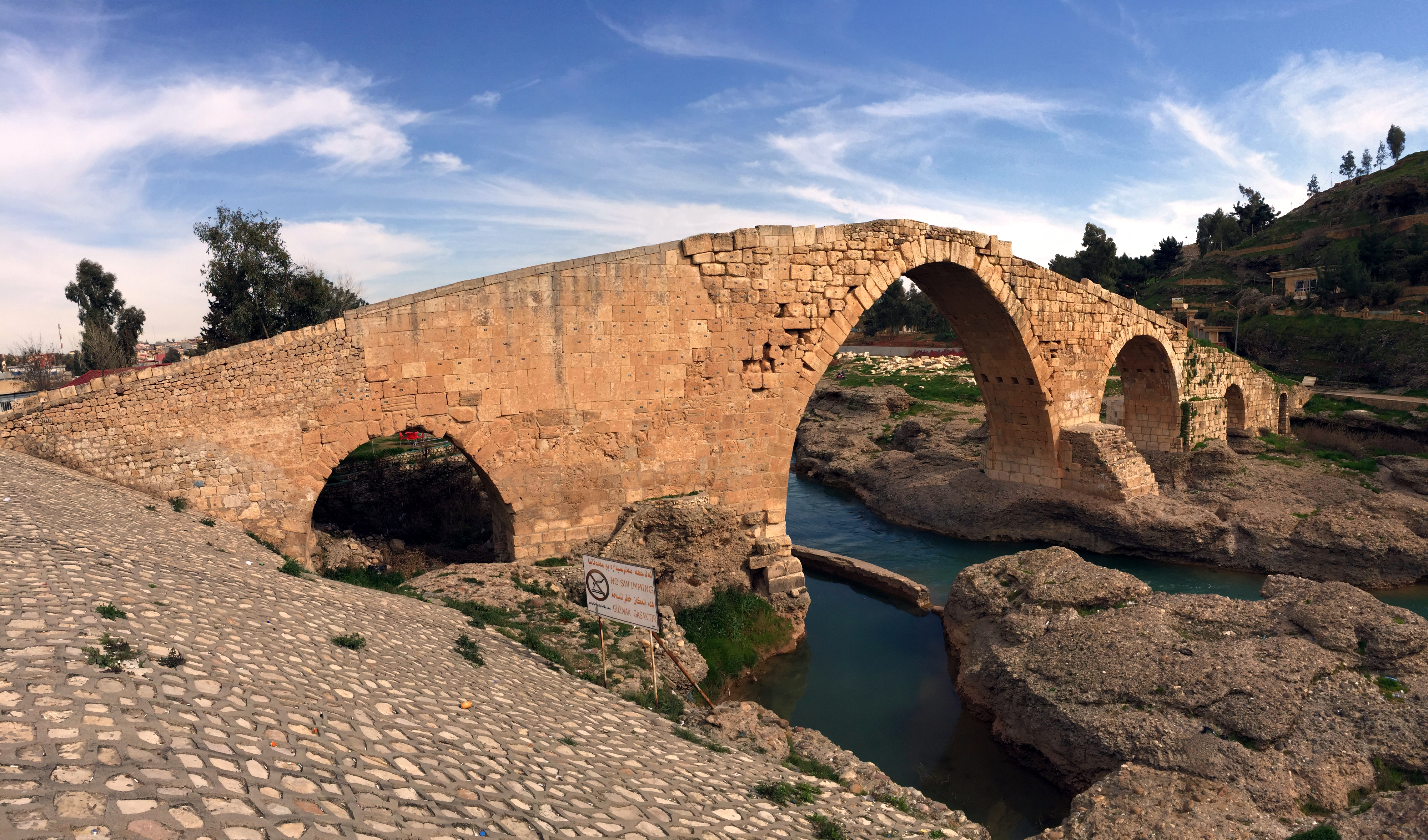
Pira Delal

 Gishra d’Zakho (ܓܫܪܐ ܕ ܙܚܘ) på assyriska eller Pira delal [Pra dalal] är en bro som är byggd över floden Khabur i staden Zakho i norra Irak, den är 114 meter lång och 4,7 meter bredd.
Pira delal är enligt legenden byggd av en man med endast en arm. När ett sista block behövdes, dödade mannen sin dotter och använde hennes skalle som sista block. Dottern hette Dalal ("fin" på kurdiska ), därav namnet på bron. Andra versioner berättar att bron fick sitt namn då mannen som byggde bron placerade dotterns hår mellan vissa block. Dessa är dock endast berättelser som inte bekräftats. 
Bron kallas även för Pira Zaxo och Pira Mazen. Bron är byggd under romerska rikets dagar.